# Урош и Мрњавчевићи
Урош и Мрњавчевићи је народна епска пјесма која припада пјесмама преткосовског циклуса. Чест мотив народних епских пјесама је борба за престо, што је приказано и у овој пјесми. Народни пјевач је за главни узрок распада српске државе узео несугласице и неслогу великаша.

## Тема
Главна тема ове пјесме је историјска истина и понашање великаша послије смрти цара Душана, односно завада браће Мрњавчевић међусобно и са Урошем и око царства. У пјесми се истиче сазнање, стечено животним искуством, да човјек често бива стављен пред примамљива обећања и да може имати велике личне користи ако каже неистину. 

## Ликови
Главни ликови ове пјесме су браћа Мрњавчевићи, Урош Нејаки и Краљевић Марко. Мрњавчевићи су представници непокорне властеле, на чијем челу је био Вукашин Мрњавчевић. Одбио је покорност цару Урошу и себе прогласио краљем дијела у ком је владао.

## Анализа
Вишевјековна српска неслога и борба за престо долазе нарочито до изражаја у овој пјесми. Иако је требало да неупитно дође на власт, Урош Нејаки је морао да се бори за своје насљедство, а најозбиљнији противник у томе му је био рођени стриц, Симеон. Мислећи да ће силом доћи на власт, Мрњавчевићи су се понашали бахато према свештенику Недељку од кога су очекивали одговор. Не добивши одговор одлазе код Краљевића Марка коме се клањају, надајући се да ће један од њих бити изабран за владара. Супротно надањима и очекивањима Мрњавчевића, Марко пресуђује праведно, не допустивши да га њихова обећања поколебају, те за владара именује Уроша. Очева клетва и Урошев благослов говоре да су правда и истина изнад лажи и превара.